# Високовольтний прискорювач

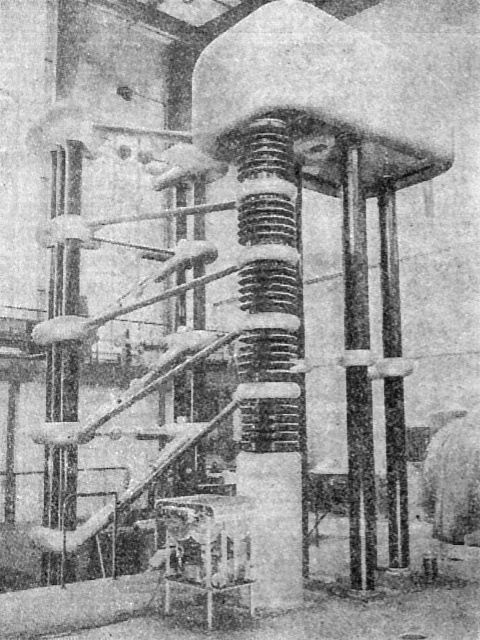
Каскадний прискорювач заряджених частинок

Високовольтний прискорювач — лінійний прискорювач прямої дії, що використовується для прискорення заряджених частинок за допомогою електричного поля. Електричне поле або залишається постійним або мало змінюється впродовж всього часу прискорення. Основні елементи високовольтного прискорювача: високовольтний генератор, джерело заряджених частинок, система прискорення частинок. Напруга, що створюється високовольтним генератором, подається на електроди прискорювальної системи та утворює всередині цієї системи електричне поле.
Важливою перевагою високовольтного прискорювача над іншими типами прискорювачів є можливість отримання малого розкиду по енергії частинок, що прискорюються в сталому в часу та однорідному електричному полі. За допомогою високовольтного прискорювача можна легко досягти відносний розкид енергії 10−4, а в окремих прискорювачах 10−5—10−6. Завдяки цьому високовольтні прискорювачі почали широко застосовувати для випробувань та експериментів в атомній та ядерній фізиці. Іншою перевагою стала можливість створення установок із великою потужністю та високим ККД, що є дуже важливим при використанні прискорювачів в прикладних цілях.

## Типи високовольтних прискорювачів
В залежності від типу використовуваного високовольтного генератора розрізняють:
- Електростатичний прискорювач
- Каскадний прискорювач
- Трансформаторний прискорювач
- Імпульсний прискорювач

## Застосування
- Стерилізація (продуктів харчування, медичних інструментів);
- Дезінфекція (знищення бактерій та продуктів біологічного забруднення);
- Очистка (газів та стічних вод від шкідливих домішок);
- Радіаційне зшивання полімерів;
- Виробництво цементу;
- Переробка нафти;
- Зрідження нафтового газу у великих об'ємах;
- Наукові дослідження.